# Pueblo betawi
El pueblo betawi (o rang betawi en indonesio, que significa pueblo de Betawi) es un grupo étnico austronesio nativo de la ciudad de Yakarta y sus alrededores inmediatos, como tal a menudo descrito como los habitantes nativos de la ciudad. Son los descendientes de las personas que habitaron Batavia (el nombre colonial de Yakarta) desde el siglo XVII en adelante.
Sin embargo, el término "nativo" en sí mismo es cuestionable, ya que el pueblo betawi surgió en el siglo XVIII como una fusión de varios grupos étnicos inmigrantes en Batavia (Betawi en indonesio).

## Origen e historia

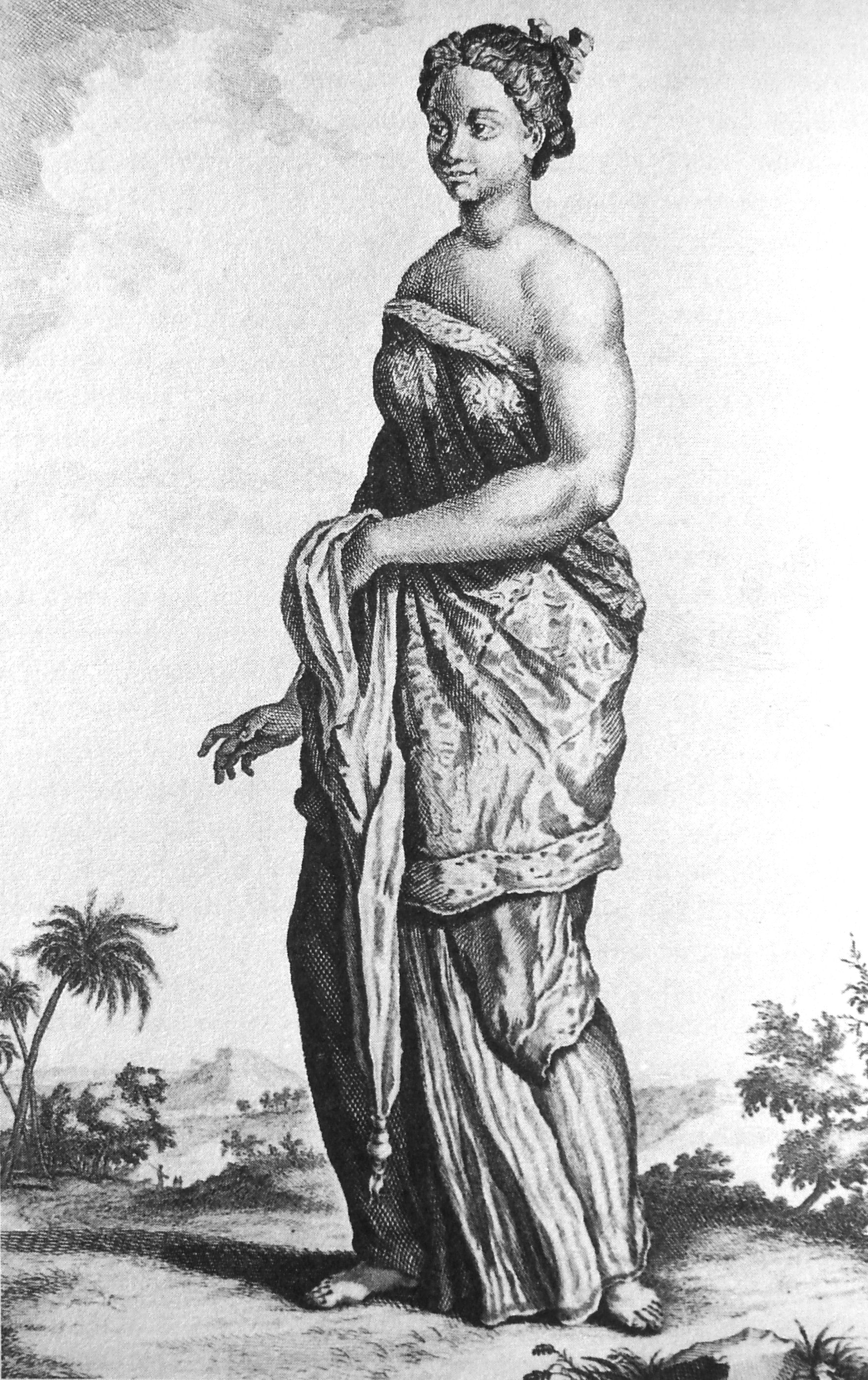
Se llevaron muchos coolies y esclavos desde fuera de Java hasta Batavia, en las Indias Orientales Holandesas.

Los betawis son uno de los grupos étnicos formados más recientemente en Indonesia. Son un grupo étnico criollo en el que sus antepasados vinieron de varias partes de Indonesia y del extranjero. Antes del siglo XIX, la identidad propia del pueblo betawi aún no estaba formada. El nombre de betawi se adoptó de la traducción nativa del término "Batavia", como era denominadaYakarta, la capital de Indonesia, entre 1619 y 1942, durante la colonización neerlandesa. El nombre se adoptó porque las tribus germánicas que vivían en la desembocadura del Rin, lo que luego fueron los Países Bajos, eran conocidos como bátavos por los romanos. E incluso durante algún tiempo, entre 1795 y 1806, los Países Bajos adoptaron el nombre de República Bátava.
En el siglo XVII, los colonos holandeses comenzaron a importar sirvientes y mano de obra de todo el archipiélago a Batavia. Uno de los primeros fueron los esclavos balineses comprados en Bali y los mercenarios amboneses . Posteriormente, otros grupos étnicos siguieron su ejemplo; eran malayos, sundaneses, javaneses, minangkabaus, bugineses y makassares. También se incluyeron grupos étnicos extranjeros y mixtos; como indos, mardijkers, portugueses, holandeses, árabes, chinos e indios, que originalmente fueron traídos o atraídos por Batavia para trabajar.

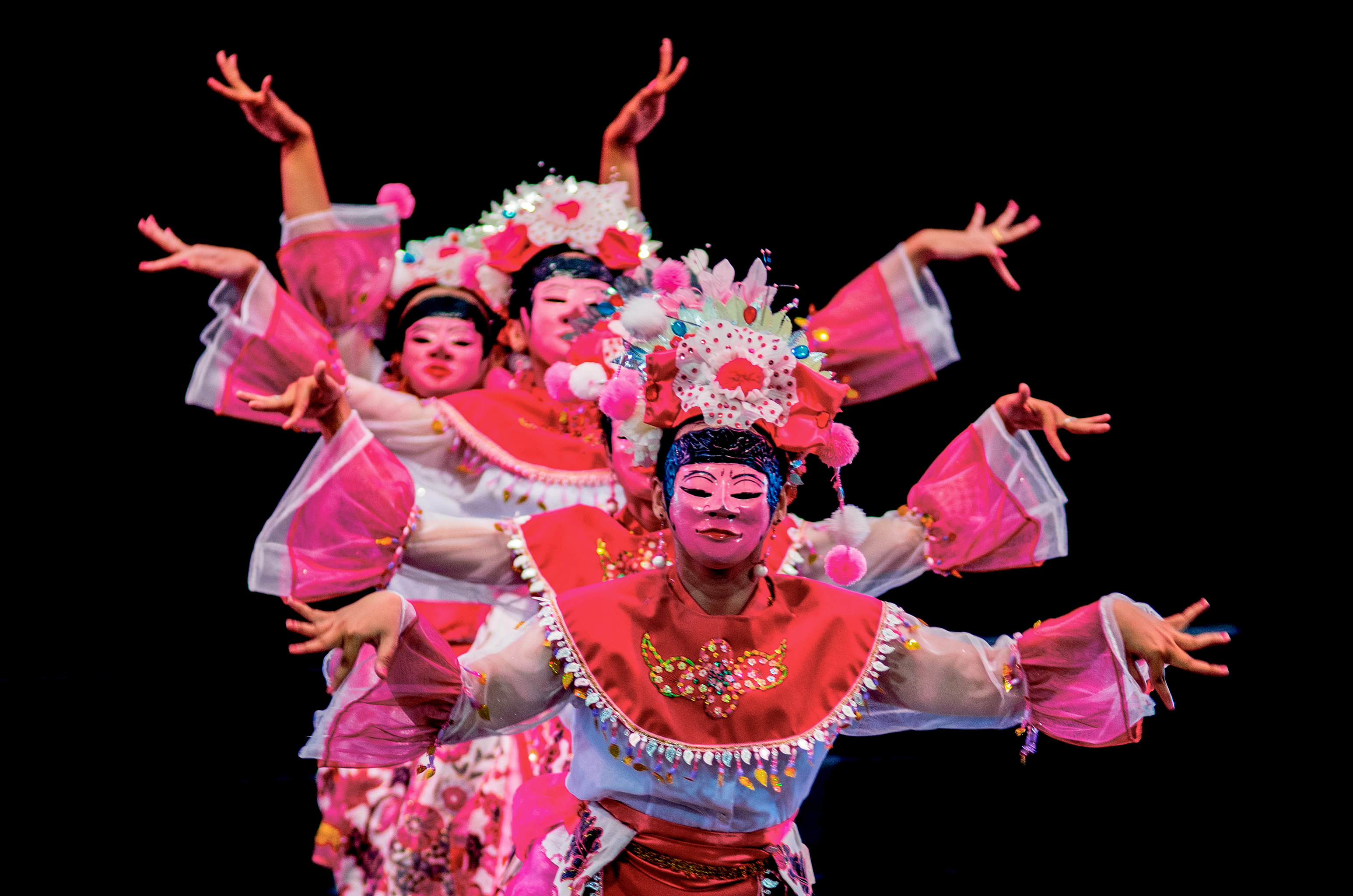
Danza de máscaras batavi (Tari Topeng Betawi)

Originalmente, alrededor del siglo XVII al XVIII, los habitantes de Batavia fueron identificados según su etnia de origen; ya fueran sundaneses, javaneses, malayos, amboneses, buginese-makassares o árabes y chinos. Esto se mostró en el registro del censo de Batavia que enumeraba el origen étnico de los inmigrantes de los ciudadanos de Batavia. Fueron separados en enclaves étnicos específicos llamados kampongs, razón por la cual en la actual Yakarta hay algunas zonas con nombres étnicos específicos como Kampung Melayu, Kampung Bali, Makassar y Kampung Ambon. Estos grupos étnicos se fusionaron y formaron alrededor de los siglos XVIII y XIX. A finales del siglo XIX o principios del XX, este grupo se convertiría en los habitantes de Batavia, y se refirieron a sí mismos como "betawi", que se refiere a un grupo étnico criollo de habla malaya que tiene una cultura mixta de diferentes influencias; malayo, javanés, sundanés, árabe y chino. El término "betawi" se incluyó por primera vez como una categoría étnica en el censo de 1930 de los residentes de Batavia. El pueblo betawi tiene una cultura y un idioma distintos de los sundaneses y javaneses circundantes. Los betawis son conocidos por sus tradiciones musicales y gastronómicas.

## Idioma

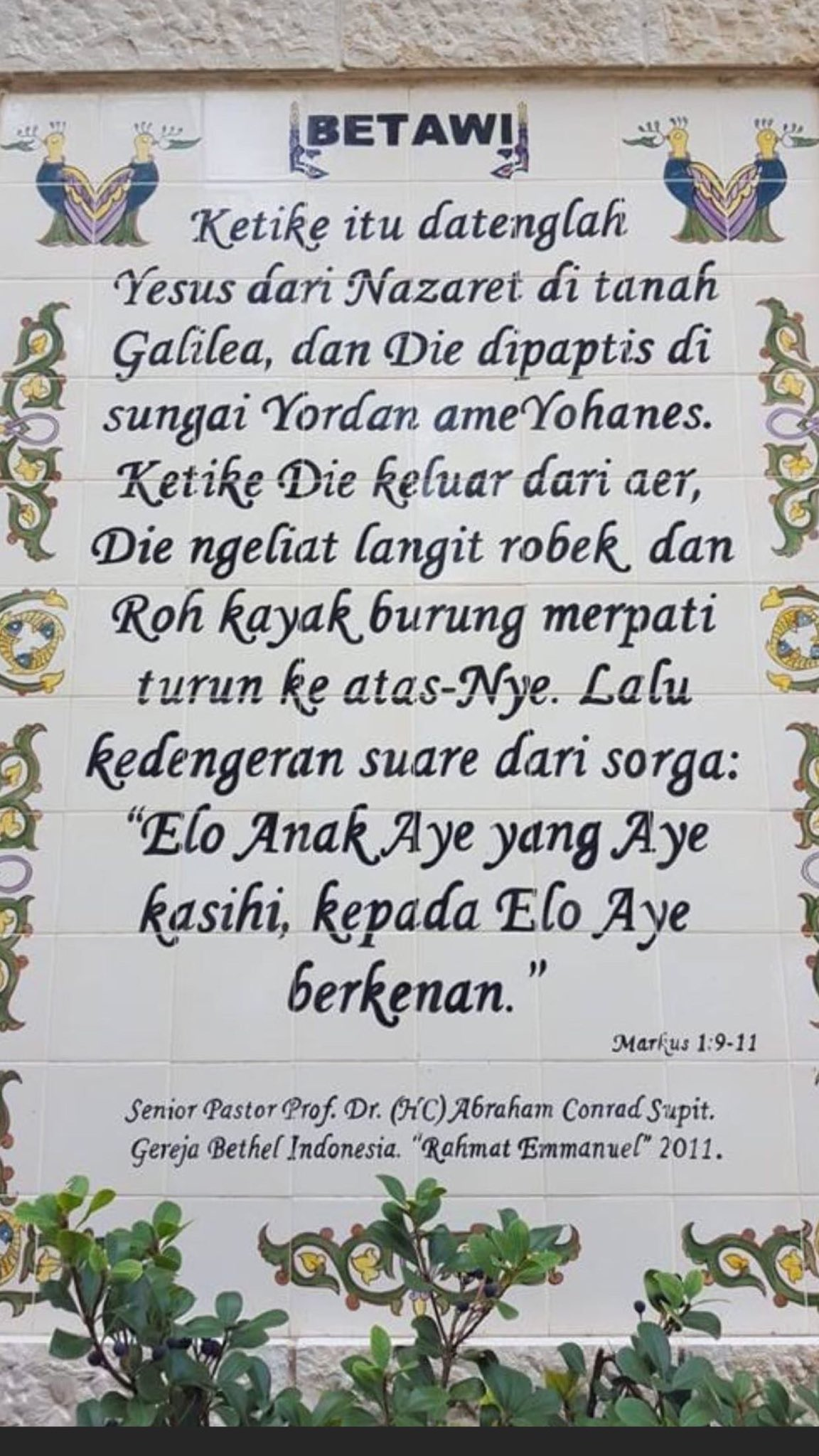
Malayo criollo de Yakartan (idioma Betawi)

El idioma betawi, también conocido como malayo betawi, es un idioma criollo basado en el malayo. Era el único dialecto de origen malayo que se hablaba en la costa norte de Java; otras áreas costeras del norte de Java están abrumadoramente dominadas por dialectos javaneses, mientras que algunas partes hablan madurés y sundanés . El vocabulario betawi tiene muchas palabras prestadas en chino hokkien, árabe y holandés. Hoy en día, el idioma betawi es un idioma informal popular en Indonesia y se utiliza como base de la jerga indonesia . Se ha convertido en uno de los idiomas más hablados en Indonesia y también en uno de los dialectos locales más activos del país.

## Sociedad

Diferentes kampungs betawis de Meester Cornelis (Jatinegara)

Debido a su sentimiento histórico como grupo étnico marginado en su propia tierra natal, el pueblo betawi se compone de varias organizaciones comunales con el fin de protegerse de otros grupos étnicos y fortalecer la solidaridad entre sus miembros. Entre las organizaciones notables destacan el Foro Betawi Rempug (FBR), el Foro Komunikasi Anak Betawi (Foro de comunicación para la gente betawi, Forkabi) y la Ikatan Keluarga Betawi (Red familiar betawi, IKB). Estas organizaciones actúan como movimientos de base para aumentar el poder de negociación del pueblo betawi, cuya parte significativa de ellos están relegados económicamente al sector informal. Algunos de ellos tienen una cantidad significativamente grande de seguidores; por ejemplo, a finales de 2021, Forkabi tenía una membresía de 500 000 personas en toda la región de Jabodetabek.

## Religión
Una gran mayoría de los betawi practica el islam sunita. El antropólogo Fachry Ali, de IAIN Pekalongan, considera que el islam es una de las principales fuentes para la formación de la cultura y la identidad betawi, y como tal, estos dos no pueden separarse. El islam se puede observar en muchos aspectos de la sociedad betawi. Por ejemplo, el Foro Betawi Rempug (FBR) considera que el espíritu de su organización son las tres S: salat (oración), silat (artes marciales indonesias) y sekolah (educación basada en escuelas islámicas pesantren). Los betawi a menudo enfatizan fuertemente su identidad islámica en sus escritos y esto, a su vez, es observado por muchos académicos extranjeros. Susan Abeyasekere, de la Universidad de Monash, observó que muchos de los betawi son musulmanes devotos y ortodoxos.
Hay una minoría de betawis que profesan la fe cristiana. Entre los cristianos étnicos betawi, algunos han afirmado que son descendientes de la comunidad portuguesa mardica, que se unió a la población local, asentada principalmente en el área de Kampung Tugu, en el norte de Yakarta . Aunque hoy en día la cultura betawi a menudo se percibe como una cultura musulmana, también tenía otras raíces que incluyen la cultura cristiana portuguesa y la china peranakan. Recientemente, hay un debate en curso sobre la definición de la cultura y la identidad betawi, ya que las principales organizaciones betawi son criticadas por acomodar solo a los musulmanes betawi mientras marginan a los elementos no musulmanes dentro de la cultura betawi, como el portugués Christian Betawi Tugu y la comunidad Tangerang Cina benteng .
La iglesia católica de San Servacio, en Bekasi, utiliza la cultura y el idioma betawi en sus misas.

## Cultura

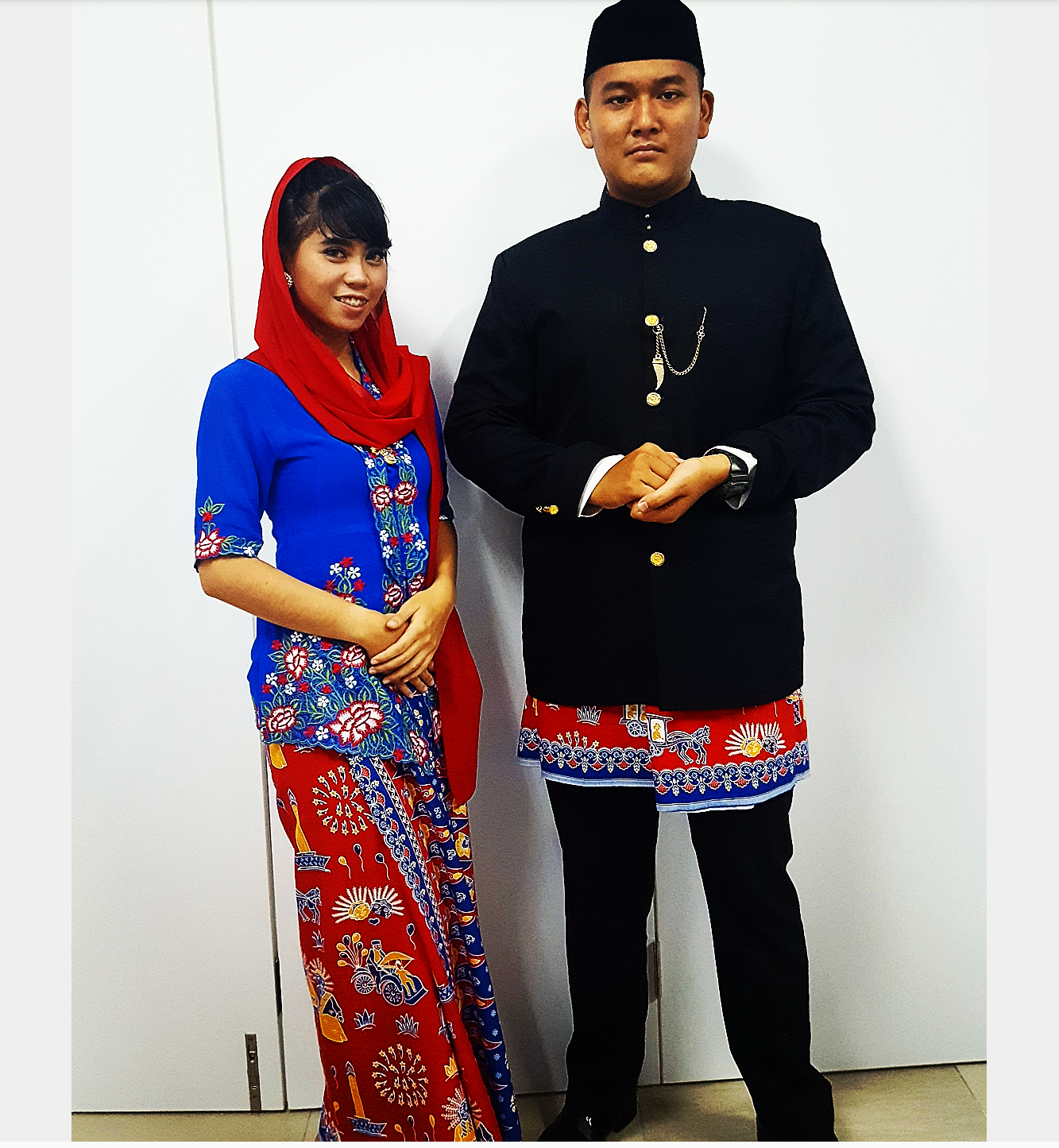
Vestido tradicional betawi conocido como Baju Demang o Ujung Serong (masculino) y kebaya encim (femenino).

La cultura y el arte del pueblo betawi demuestran las influencias experimentadas por ellos a lo largo de su historia. Las influencias extranjeras son visibles, como las influencias portuguesas y chinas en su música, y las influencias sondanesas, javanesas y chinas en sus bailes. Contrariamente a la percepción popular, que creía que la cultura betawi está actualmente marginada y bajo la presión de la cultura vecina javanesa y sundanesa más dominante, la cultura betawi prospera desde que está siendo adoptada por inmigrantes que se han establecido en Yakarta. La cultura betawi también se ha convertido en una identidad para la ciudad, promovida a través del patrocinio del gobierno municipal. El dialecto Betawi se habla a menudo en programas de televisión y dramas.

### Arquitectura

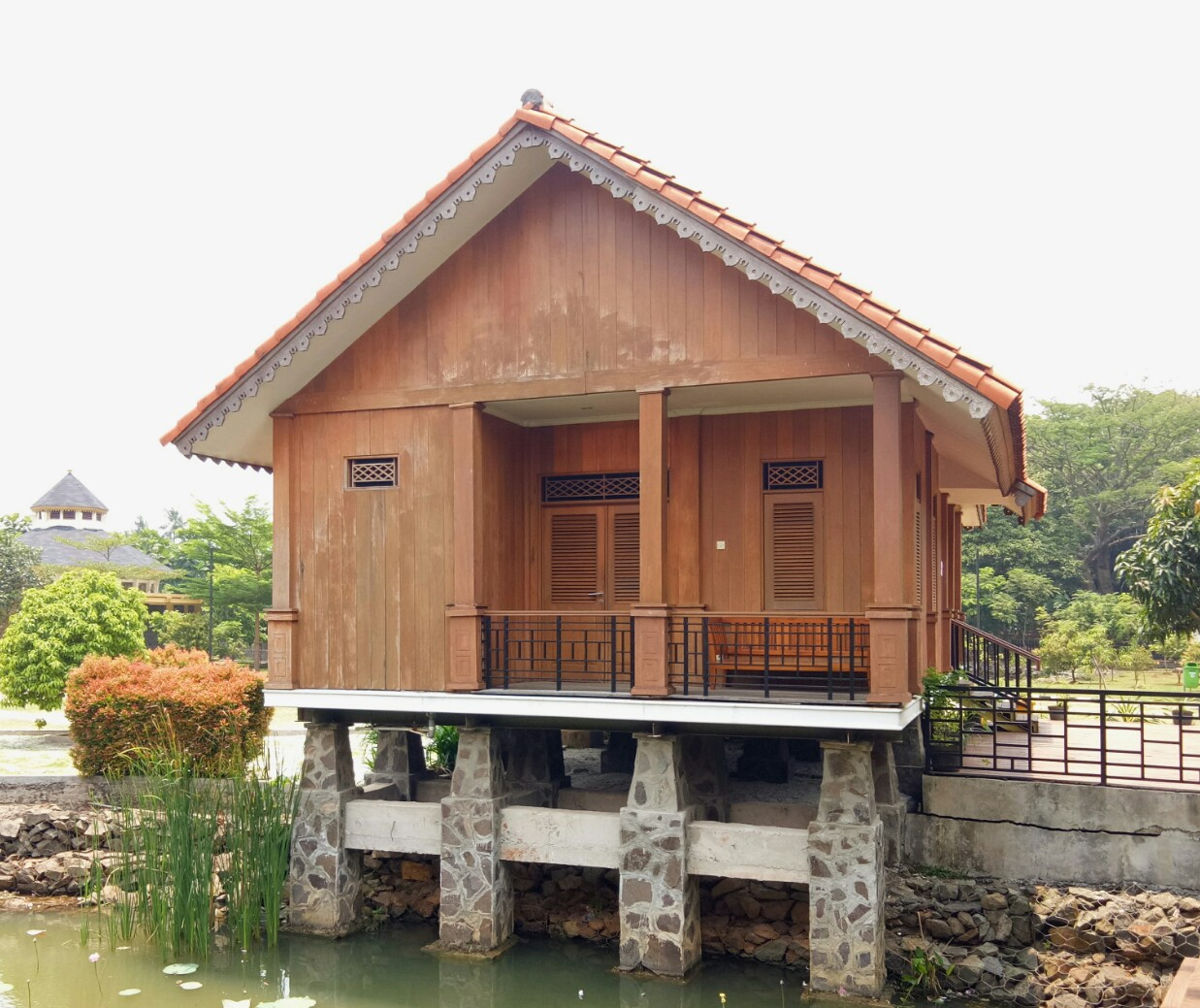
Rumah kebaya, casa tradicional betawi

Tradicionalmente, los betawi no son habitantes urbanos que viven en gedong (edificio de estilo europeo) o rumah toko chino de dos pisos (con tienda abajo) agrupados dentro y alrededor de las murallas de la ciudad de Batavia. Viven en kampungs alrededor de la ciudad con huertos. A medida que Yakarta se vuelve cada vez más densamente poblada, también lo hacen las aldeas tradicionales betawi que, en su mayoría, se han convertido en una aldea urbana densamente poblada con casas humildes escondidas entre edificios de gran altura y carreteras principales. Algunas de las aldeas betawi más auténticas sobrevivieron solo en las afueras de la ciudad, como en Setu Babakan, Jagakarsa, en el sur de Yakarta, en la frontera con el área de Depok, en Java Occidental. Las casas tradicionales betawis se pueden encontrar en los kampung (pueblos) tradicionales betawis en el área de Condet y Setu Babakan, este y sur de Yakarta.

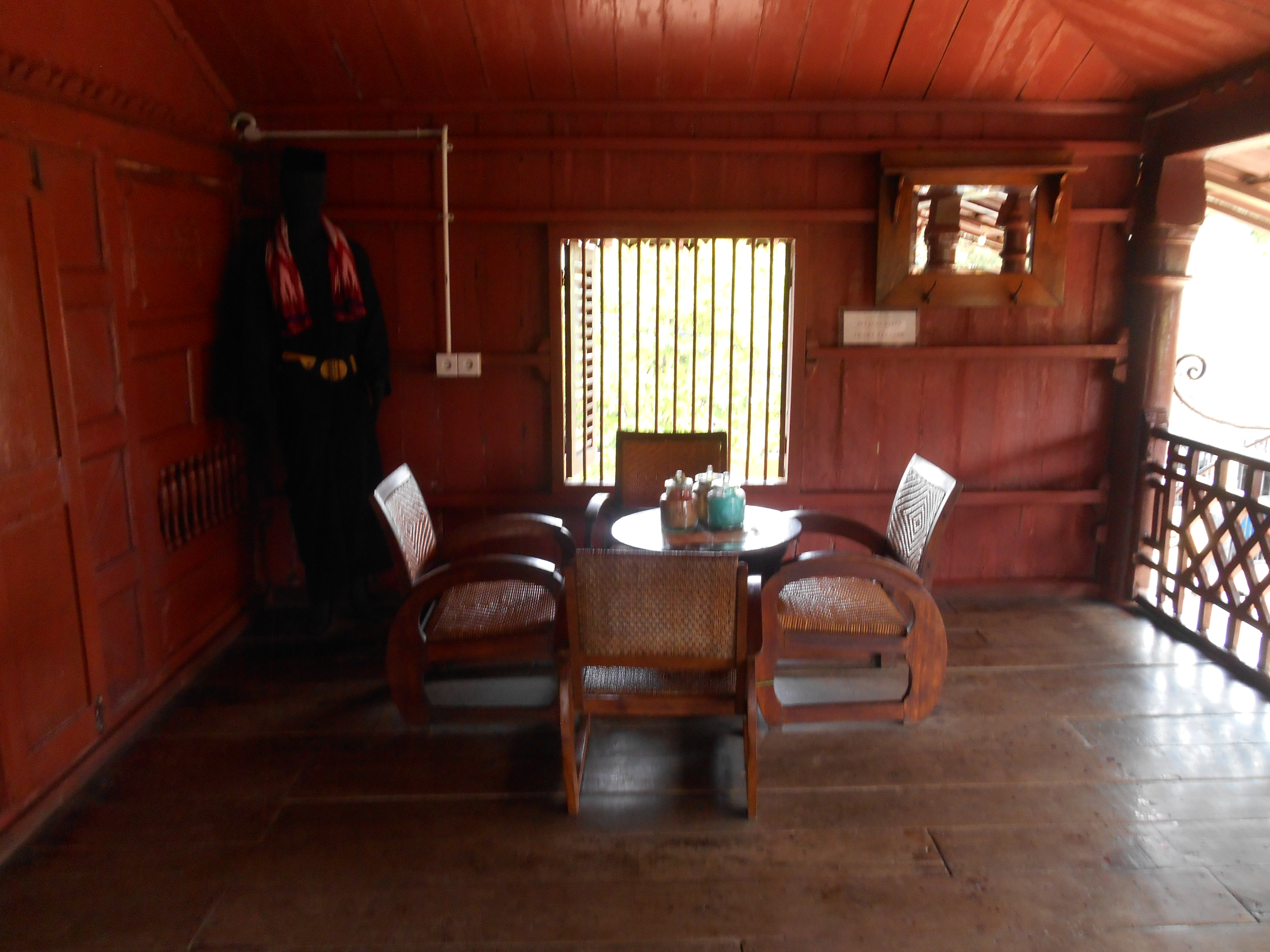
Interior de la rumah (casa) del bandido Si Pitung en Marunda, convertida en museo.

En la zona costera del barrio de Marunda, en el nordeste de Yakarta, las casas tradicionales betawi están construidas al estilo rumah panggung, sobre pilotes. Las casas costeras sobre pilotes se construyeron de acuerdo con los ambientes costeros húmedos que a veces se inundan por las mareas o inundaciones, posiblemente fue influenciado por las casas tradicionales malayas y bugis. Los inmigrantes malayos y bugis alrededor de Batavia históricamente se agruparon en áreas costeras mientras trabajaban como comerciantes o pescadores. Hoy en día, el grupo de aldeas de pescadores de bugis se puede encontrar habitando las Mil Islas de Yakarta. Un ejemplo de un estilo betawi rumah panggung bien conservado es la rumah de Si Pitung, ubicada en Marunda, en Cilincing, en el norte de Yakarta .
Las casas betawi son típicamente de estos tres estilos: rumah bapang (o rumah kebaya), rumah gudang (estilo de almacén) y rumah joglo, de influencia javanesa. La mayoría de las casas tienen techo a dos aguas, con la excepción de la casa joglo, que tiene un techo alto y puntiagudo. La arquitectura tiene una ornamentación específica llamada gigi balang ("dientes de saltamontes") que son una fila de tejas de madera aplicadas en el voladizo del tejado. Otra característica distintiva de la casa betawi es el langkan, una terraza frontal abierta enmarcada donde la familia betawi recibe a sus invitados. La gran terraza delantera se utiliza como espacio habitable al aire libre.

### Música

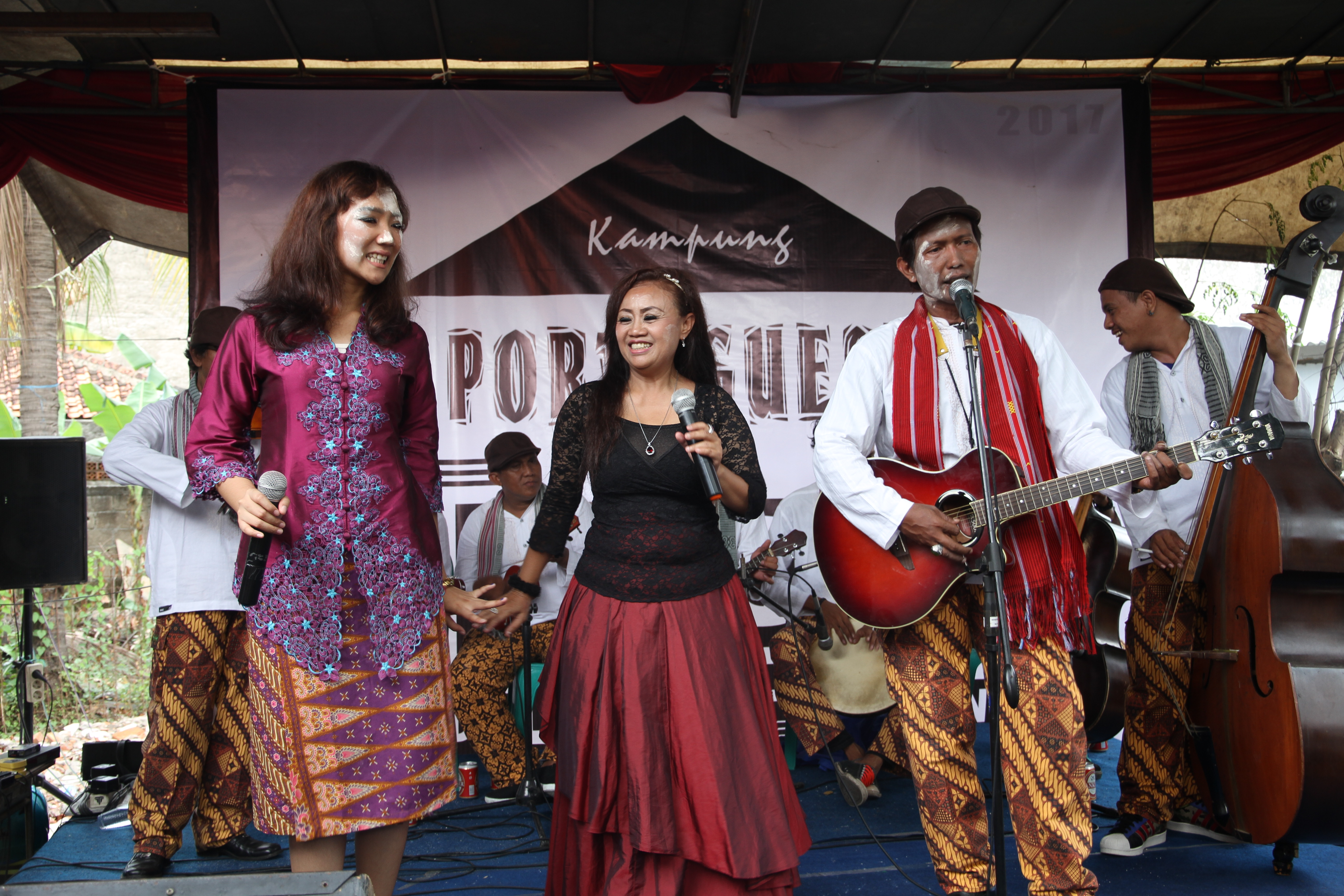
Kroncong o keroncong (el ukelele indonesio) Tugu,

El Gambang kromong y el Tanjidor, así como la música Keroncong Kemayoran, se derivan de la música kroncong del pueblo portugués mardica del área de Tugu, en el norte de Yakarta. "Si Jali-jali" es un ejemplo de una canción tradicional Betawi.

### Danza y teatro

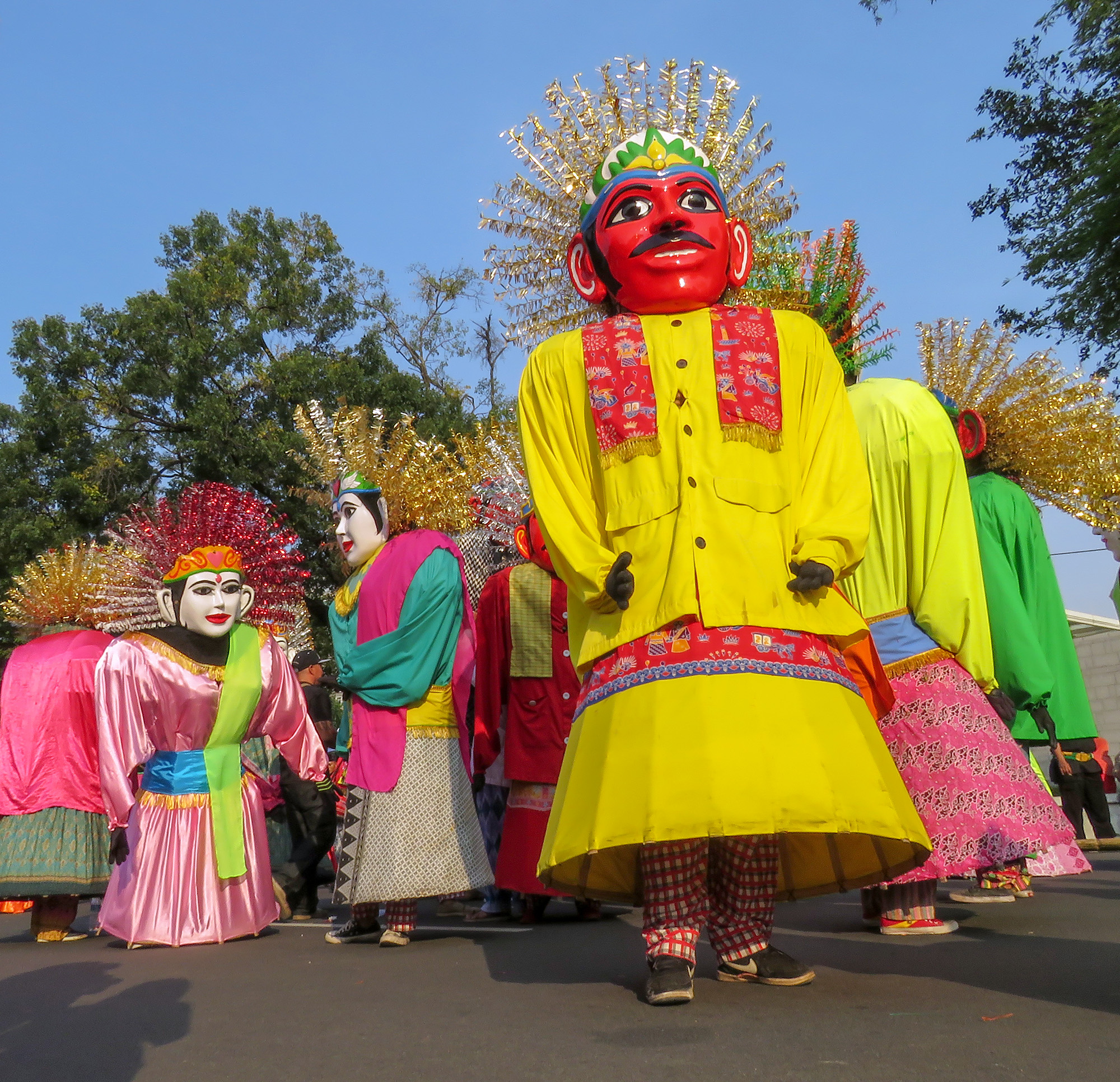
Ondel-Ondel Betawi

Las efigies gigantes de títeres enmascarados de bambú del Ondel-ondel son similares a las chinas-balinesas del Barong Landung y las sondanesas Badawang, las formas artísticas de la danza de máscaras. Los trajes de baile tradicionales  betawi muestran influencias tanto chinas como europeas, mientras que los movimientos, como en el baile Yapong, se derivan del baile sondanés Jaipongan, con un toque de estilo chino. Otro baile es el Topeng Betawi o baile de máscaras Betawi.
El drama folclórico popular de Betawi se llama lenong, que es una forma de teatro que extrae temas de leyendas urbanas locales, historias extranjeras de la vida cotidiana de la gente de Betawi.

### Artes marciales

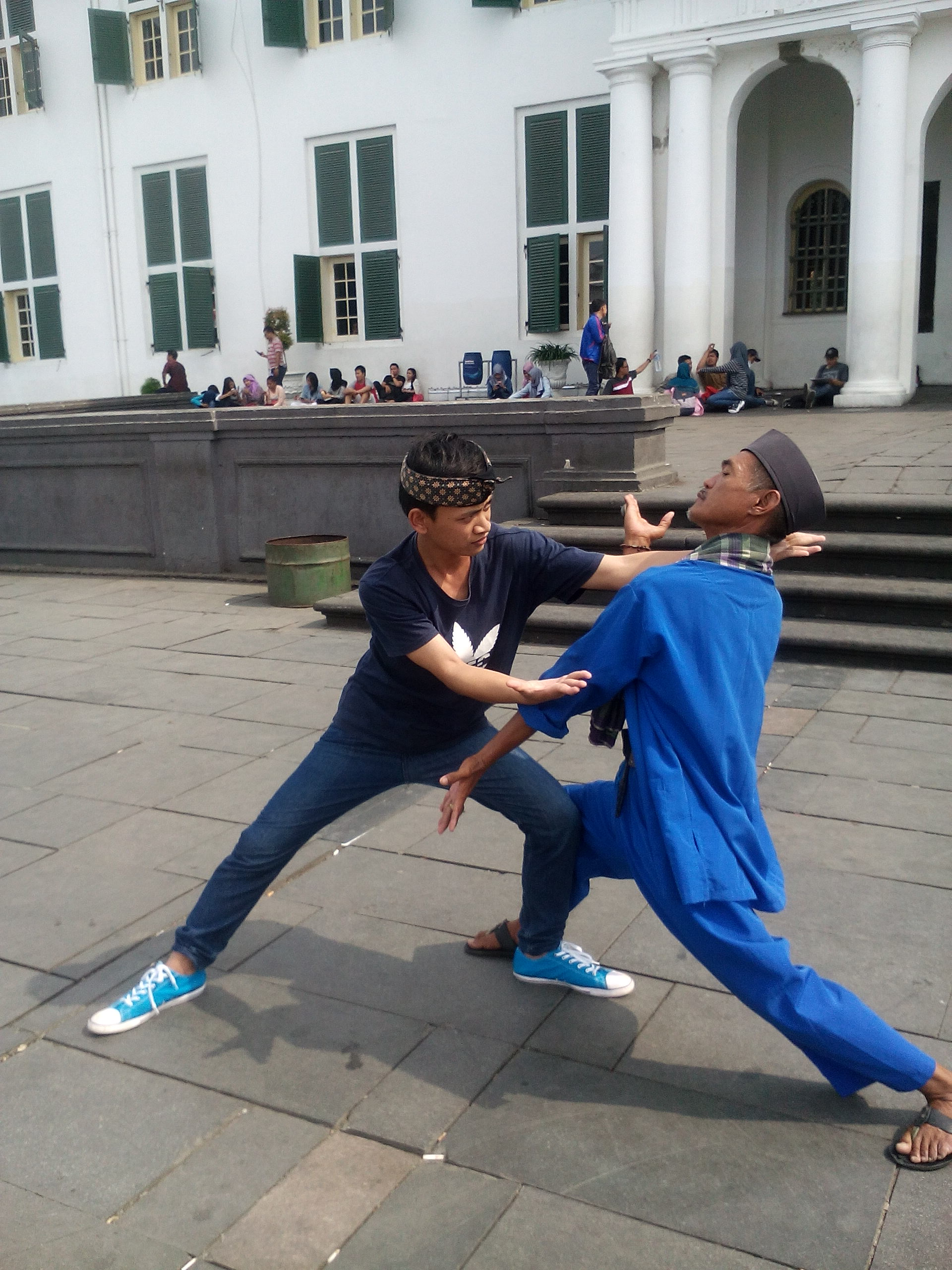
Manifestación de Silat Betawi en Kota Tua

Silat Betawi es un arte marcial del pueblo betawi, que ha adquirido una gran popularidad gracias a las películas del arte marcial silat, como The Raid. El arte marcial betawi tenía sus raíces en la cultura betawi del jagoan (literalmente, "tipo duro" o "héroe local") que durante la época colonial a menudo iba en contra de la autoridad; despreciados por los holandeses como matones y bandidos, pero muy respetados por los pribumis (nativos indonesios) como campeones nativos. En el dialecto betawi, su estilo de pencak silat se llama maen pukulan (lit. 'hacer huelga), que está relacionado con el sondanés maen po. Escuelas notables, entre otras, son Beksi y Cingkrik. Beksi es una de las formas de silat más comúnmente practicadas en el Gran Yakarta y se distingue de otros estilos de silat betawi por su estilo de combate a corta distancia y la falta de acción ofensiva en las piernas.

### Ceremonias
Durante una ceremonia de boda betawi, hay una tradición palang pintu (barra de la puerta) en que se hace una demostración de silat Betawi. Es un simulacro de pelea coreografiado entre el séquito del novio con el jagoan kampung (campeón local) de la novia. La pelea la gana naturalmente el séquito del novio cuando los campeones del pueblo le dan la bienvenida a la casa de la novia. El vestido de novia tradicional betawi muestra influencias chinas en el traje de la novia e influencias árabes en el traje del novio. Los  betawi tomaron prestados de la cultura china los petardos durante las bodas, las circuncisiones o cualquier otra celebración. La tradición de llevar roti buaya (pan de cocodrilo, por la forma) durante una boda es probablemente una costumbre europea.
Otras celebraciones y ceremonias betawi incluyen sunatan o khitanan ( circuncisión musulmana) y el festival Lebaran Betawi.

### Cocina
Con sus raíces en una próspera ciudad portuaria, los betawis tiene una cocina ecléctica que refleja las tradiciones culinarias extranjeras que han influido en los habitantes de Yakarta durante siglos. La cocina betawi está fuertemente influenciada por las cocinas peranakan, malaya, sondanesa y javanesa y, en cierta medida, por las cocinas india, árabe y europea. Los betawis tiene varios platos populares, como soto betawi y soto kaki, nasi uduk, kerak telar, nasi ulam, asinan, ketoprak, rujak, semur jengkol, sayur asem, gabus pucung y gado-gado betawi.

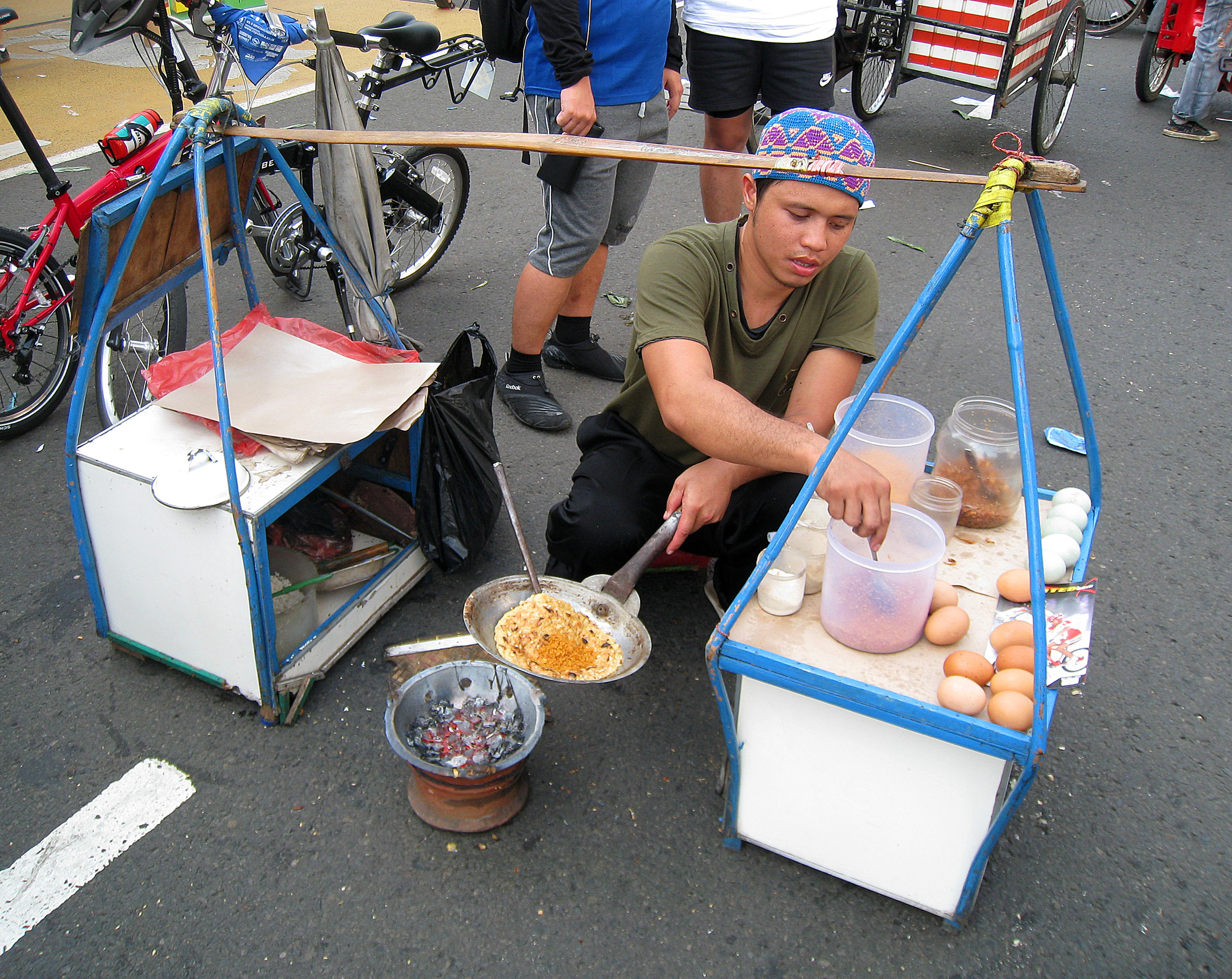
Telor de Kerak
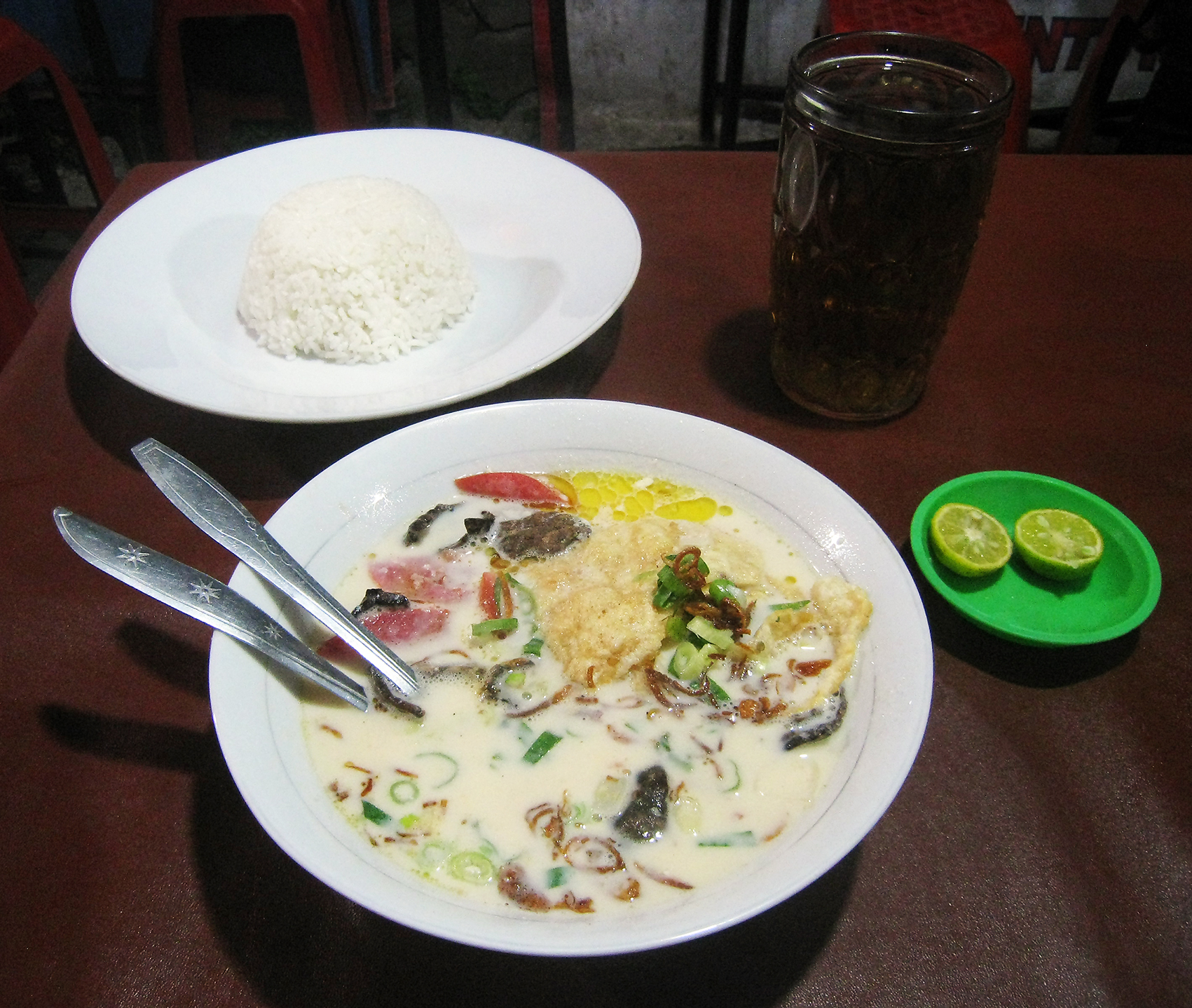
Soto Betawi
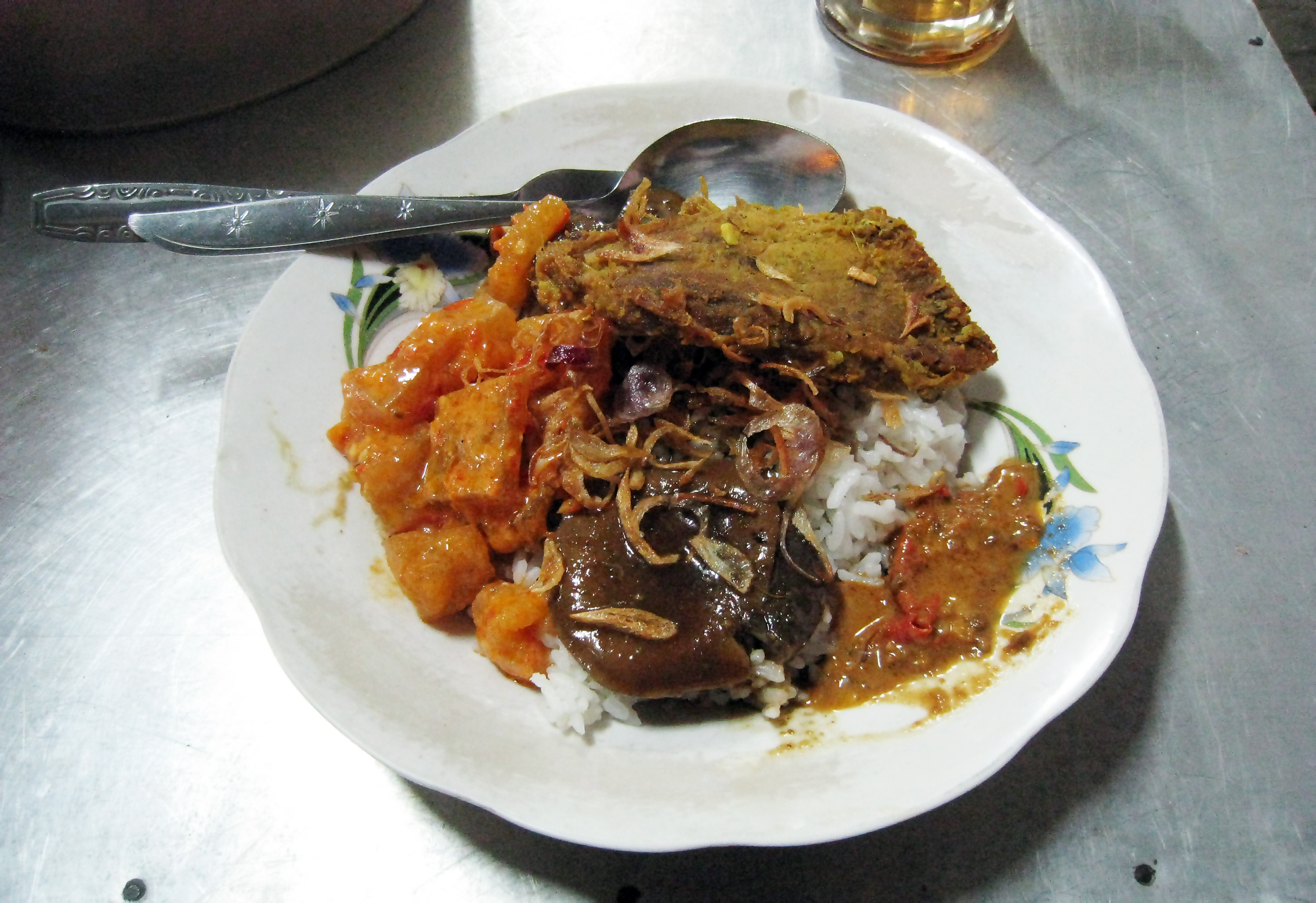
Nasi uduk semur jengkol
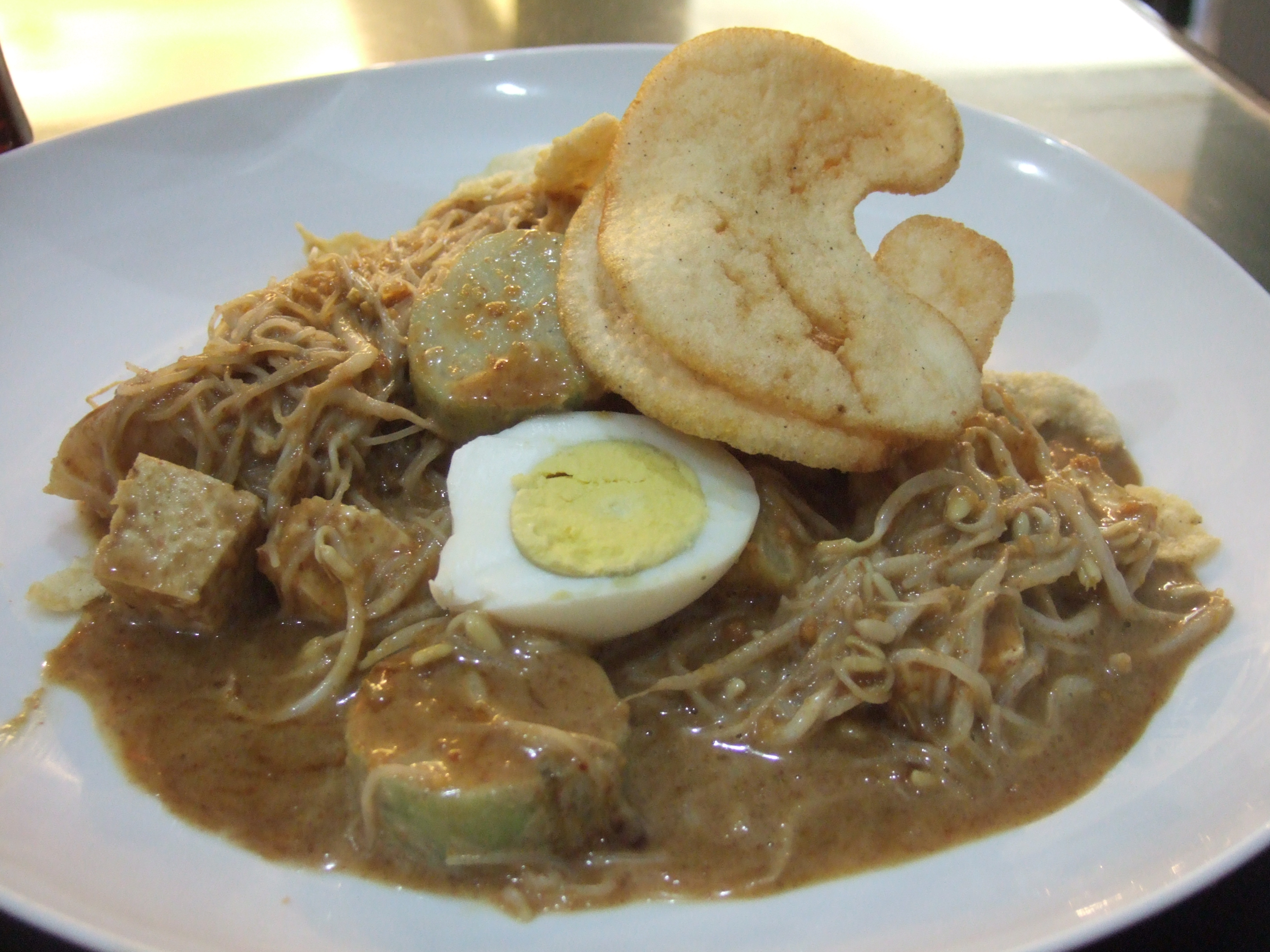
Ketoprak
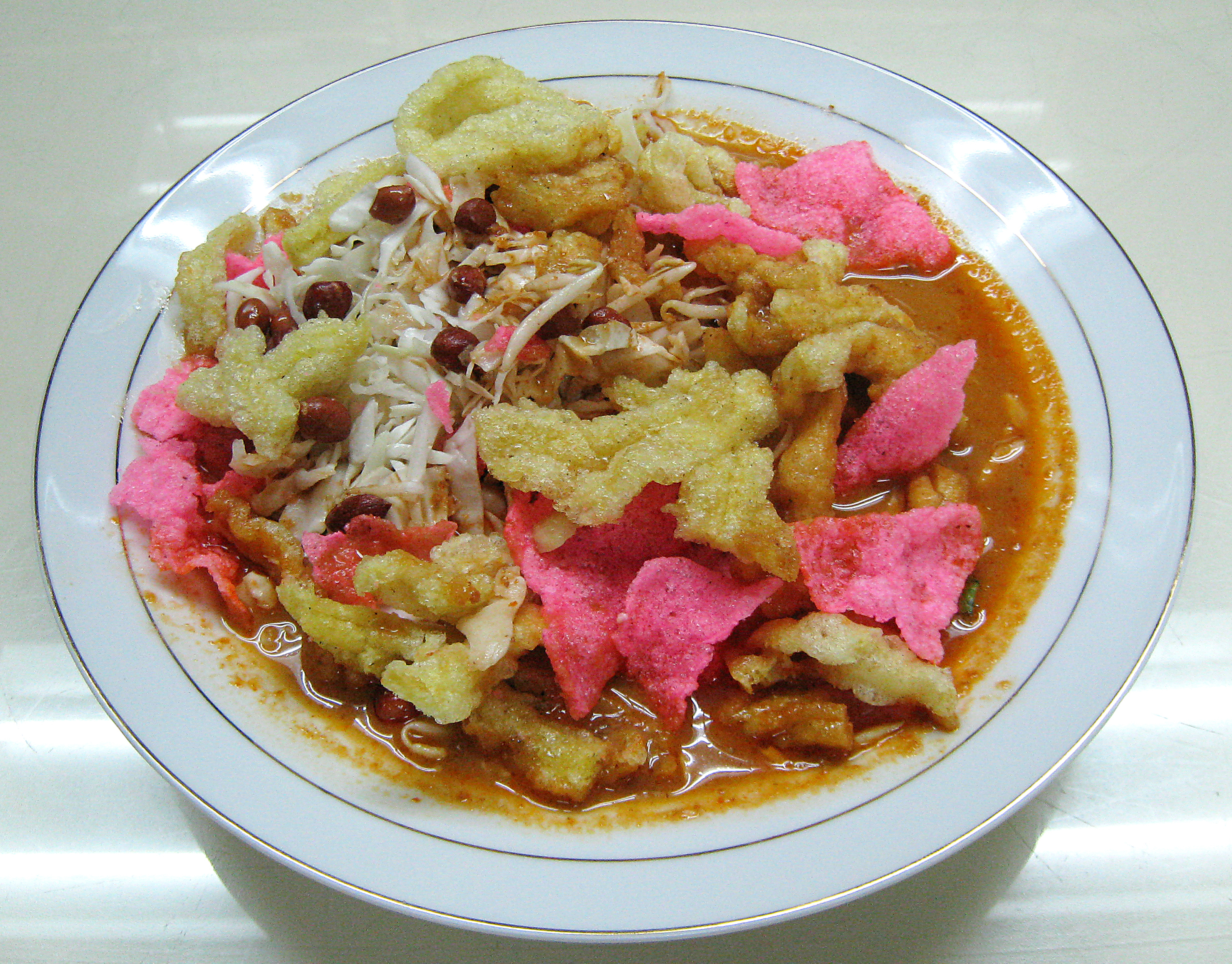
Asinán Betawi
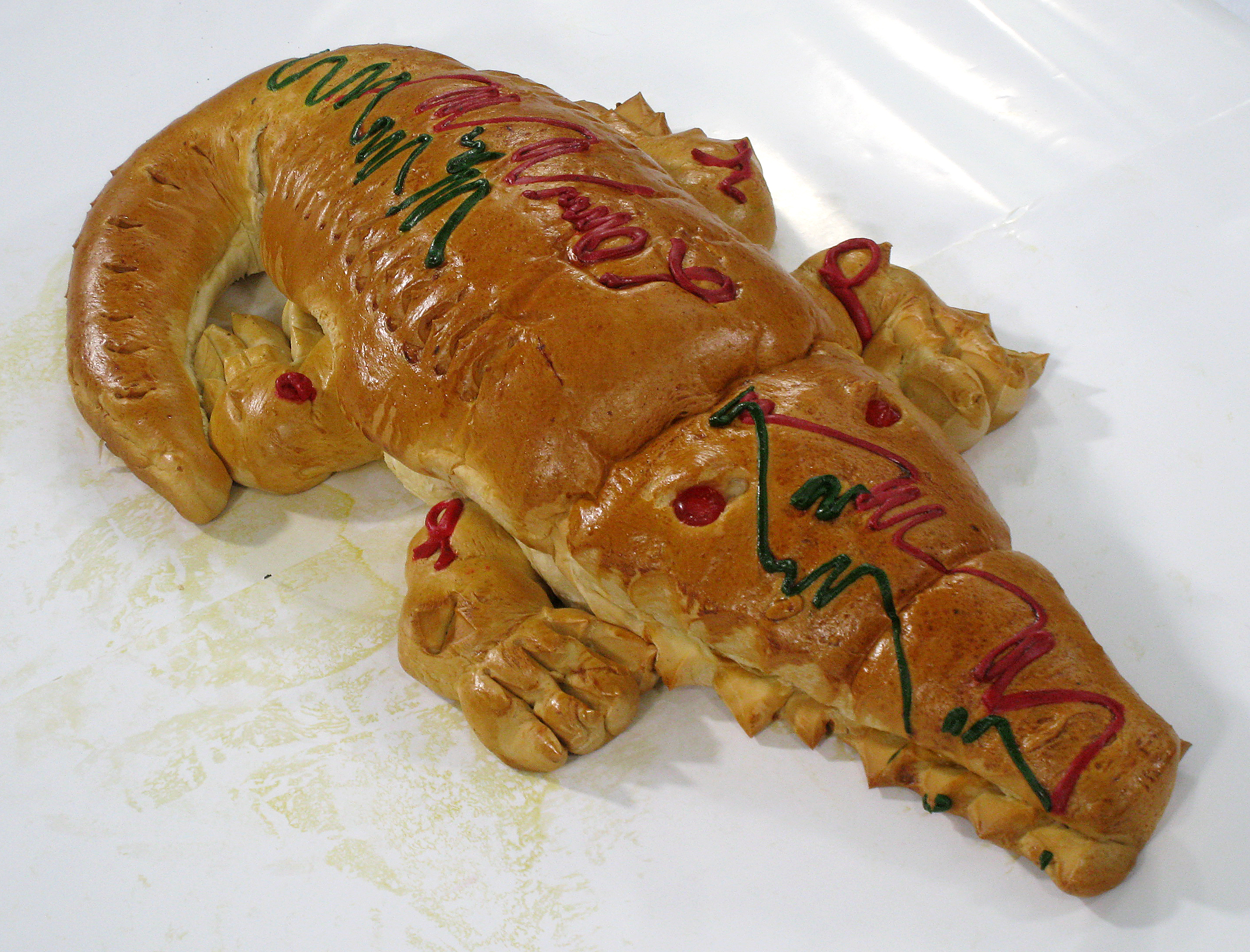
Roti buaya (pan de cocodrilo)

## Gente notable
- Si Pitung, bandido legendario

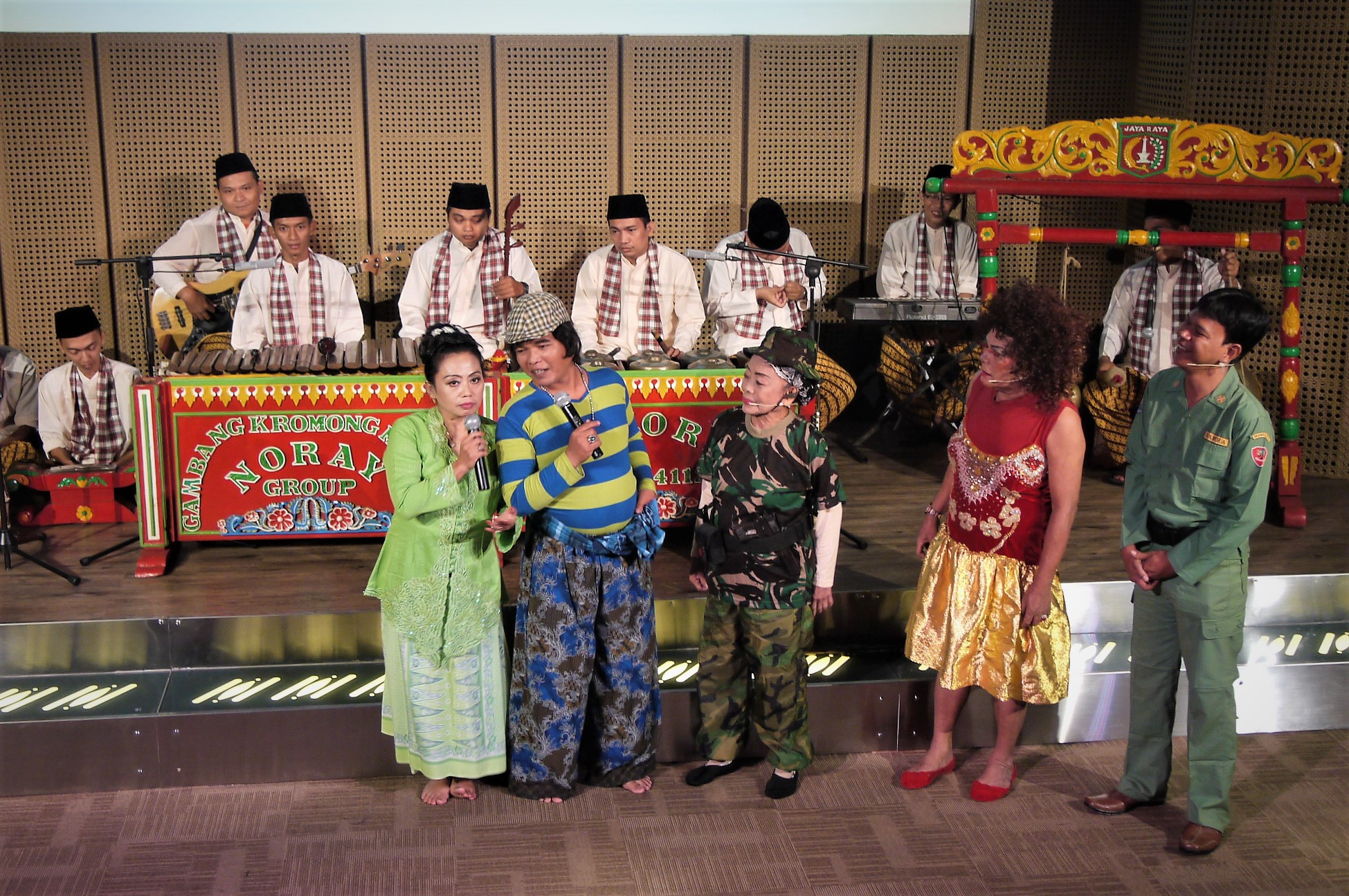
Actuación de lenong, teatro tradicional betawi.

- Mohammad Husni Thamrin, héroe nacional de Indonesia
- Benyamin Sueb, legendario comediante, cantante y actor
- Ismail Marzuki, compositor y músico
- Fauzi Bowo, gobernador de Yakarta 2007-2012
- Suryadharma Ali, político
- Omaswati, actriz
- Mpok Nori, comediante
- Junaedi Salat, artista
- Julia Pérez, actriz y cantante
- Surya Saputra, actor, cantante y modelo
- Iko Uwais, actor, artista marcial y doble de riesgo
- Ayu Ting Ting, cantante
- Aiman Witjaksono, periodista y presentador de noticias
- Asmirandah Zantman, actriz y cantante
- Francesca Gabriella Dewi Rezer, actriz, presentadora y modelo

## Véase también

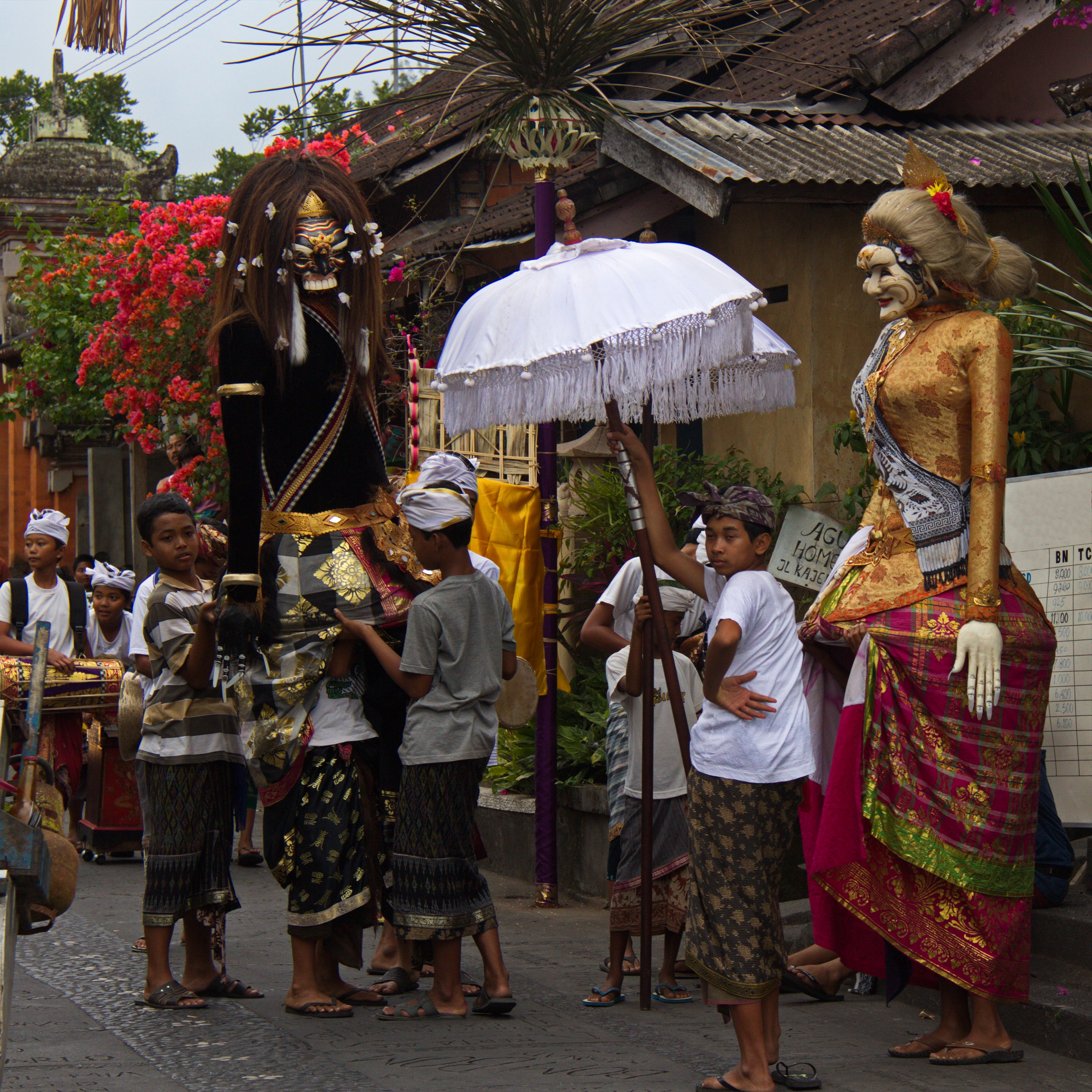
El Barong Landung de Bali es similar al betawi Ondel-ondel